# نیکول بلوم
نیکول بلوم (انگلیسی: Nichole Bloom؛ زادهٔ ۱۵ دسامبر ۱۹۸۹) هنرپیشه اهل ایالات متحده آمریکا است. وی از سال ۲۰۱۰ میلادی تاکنون مشغول فعالیت بوده‌است.